# Corriente de Mozambique

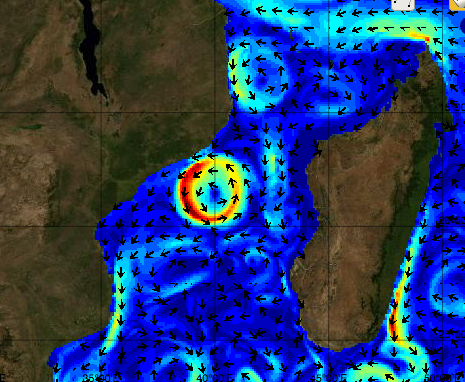
Visualización de las corrientes oceánicas.

La corriente de Mozambique es una corriente marina en el océano Índico, normalmente definida como aguas superficiales cálidas que fluyen hacia el sur a lo largo de la costa oriental de África en el canal de Mozambique, entre Mozambique y la isla de Madagascar.
La definición clásica de la corriente de Mozambique es que se trata de una corriente de frontera occidental, constante y fuerte. La investigación moderna ha desafiado esa asunción, e indica que más que una corriente de frontera occidental fuerte, hay a menudo una serie de grandes torbellinos anticiclónicos en el canal. La evidencia directa para estos remolinos se ha encontrado en datos de altimetría por satélite, investigaciones de barcos y registros de corrientes medidas con amarras. Estos mismos registros de metro de corrientes, que tardaron dos años, fracasaron a la hora de mostrar una corriente fuerte y consistente a lo largo de la costa de Mozambican, ampliamente desechando la noción de una corriente de Mozambique constante. A pesar de ello, es imposible descartar la posibilidfad de que la corriente de Mozambique pueda aparecer de manera intermitente, por breves períodos. De hecho, simulaciones de modelos numéricos en el canal de Mozambique muestran la apariencia de una corriente de la costa de Mozambican, durante períodos entre los remolinos.    

## Remolinos del canal de Mozambique
Los remolinos del canal de Mozambique son remolinos grandes, cálidos y anticiclónicos que propagan hacia el sur en el canal de Mozambique. estos remolinos pueden tener diámetros de hasta 300 km, y una velocidad de giro máximo de casi 1 m/s. El mecanismo causal exacto, y la ubicación de la formación de remolinos aún es objeto de debate. La frecuencia de la aparición de remolinos se reduce de unos siete al año en el norte hasta unos cuatro por año en el sur. Una vez que los remolinos salen del canal de Mozambique, contribuyen a la variabilidad de la corriente de las Agujas, incluyendo la generación del Pulso de Natal y los Anillos de las Agujas.